# Alicia Vargas
Alicia Vargas, más conocida como la Pelé, es una futbolista mexicana. Es reconocida como la tercera mejor futbolista del siglo XX de la CONCACAF por parte de la IFFHS, junto a Julie Foudy, en tercer lugar, y por debajo de Michelle Akers y Mia Hamm.

## Trayectoria
Nació el 2 de febrero de 1954. Empezó a jugar futbol a los 15 años con el Club Guadalajara, en la Liga América del Distrito Federal, equipo con el que jugó durante quince años.
Fue parte de la selección mexicana femenil que participó en el primer Mundial Femenil celebrado en Italia en 1970, organizado por la Federación Internacional Europea de Futbol Femenil (FIEFF). Con esta selección, consiguió el tercer lugar de la justa, adjudicándose el campeonato individual de goleo con 5 tantos (2 frente a la selección de Austria, 1 frente a la selección de Inglaterra).
Un año después, repitió su participación con la selección mexicana en el Mundial Femenil de 1971, celebrado en México. En este torneo, el equipo mexicano consiguió el subcampeonato frente a Dinamarca, que se coronó campeón en el Estadio Azteca.
No obstante, en esta época el futbol femenil no contaba con el reconocimiento de la Federación Internacional de Fútbol Asociación (FIFA), por lo cual estos logros no quedaron registrados como participaciones oficiales.
Tras el mundial, Alicia Vargas recibió una oferta para jugar en Italia con el equipo Real Torino, pero no se concretó el fichaje. Continuó su trayectoria como futbolista con el equipo Guadalajara y más adelante con el equipo Jalisco, al que llegó en 1988.
En 1991 fue convocada  por la Federación Mexicana de Futbol a la  selección mexicana femenil, con el objetivo de participar en el torneo clasificatorio para el Mundial Femenil de 1991 –el primero reconocido por la FIFA–, torneo al que México no calificó.
En 1992, se retiró del futbol para trabajar como entrenadora y profesora de educación física durante 28 en el deportivo de la alcaldía Azcapotzalco.

## Participaciones en el Campeonato Mundial Femenil
| Mundial                                      | Sede   | Resultado    | Partidos | Goles |
| -------------------------------------------- | ------ | ------------ | -------- | ----- |
| Campeonato Mundial Femenil de Fútbol de 1970 | Italia | Tercer lugar | 4        | 5     |
| Campeonato Mundial Femenil de Fútbol de 1971 | México | Subcampeón   | 4        | 0     |

## Salón de la fama
"Pelé" Vargas, la primera ídola del futbol mexicano, ingresó al salón de la Fama del Futbol Internacional en Pachuca el 4 de abril de 2019. Es parte de la novena generación de envestidos en la categoría Femenina Internacional junto con la futbolista brasileña Sissi.  
El reconocimiento, que tardó cuatro décadas en llegar, no es un logro individual, sino de todo un grupo de mujeres que se esforzó para alcanzar una meta: poner en alto el nombre del futbol femenil en México durante la época de los 70. 

En la ceremonia de investidura, destacó: 
En medio de las carencias y las burlas, logramos un subcampeonato del mundo. Algunos nos llaman la selección olvidada. A mí me gusta decir que somos la semilla del futbol femenil en México. 

## Valoración sobre la participación de las mujeres en el futbol
Vargas ha expresado que las mujeres, a pesar de que parte de la sociedad se oponía a su participación, se plantaron a jugar y profesionalizarse: 
Nunca fue bien visto, por supuesto. Era muy difícil que aceptaran de repente una invasión de mujeres en un un deporte varonil. Pero nosotras no jugábamos contra los hombres, sino al mismo nivel. A pesar del rechazo, el gusto por lo que haces es más grande.
Así mismo, Vargas ha compartido que construir una vida autónoma para sí misma fue clave para crecer como futbolista:
Tenía 19 años cuando su novio José Luis, un ingeniero, le propuso matrimonio. "Él quería una casa, hijos. Y yo me sentía en plenitud, joven. Atarme a un hogar no era para mí. Quizá era que no estaba lo suficientemente enamorada", sopesó. Pero luego volvió a la misma conclusión: “Es que el deporte te da otra mentalidad, otra forma de ver la vida.